# Hot Country Songs

Logo de Billboard.

Hot Country Songs est un classement musical édité hebdomadairement par le magazine Billboard aux États-Unis.

## Historique
Billboard commencé à classer les chansons de musique country les plus populaires dans son numéro du 8 janvier 1944. Seules les sélections des juke-boxes sont alors répertoriées dans un palmarès intitulé Most Played Juke Box Folk Records.
De 1948 à 1958, Billboard publie 2 classements supplémentaires pour mesurer la popularité des chansons country :
- Best Selling Retail Folk Records, qui classe les  « meilleures ventes » de disques à partir du 15 mai 1948 ;
- Country & Western Records Most Played by Folk Disk Jockeys qui classe les chansons en fonction de leur programmation en radio à partir du 10 décembre 1949.

Le palmarès des juke-boxes est abandonné en juin 1957. À partir du numéro du 20 octobre 1958, Billboard fusionne les tableaux des ventes et des diffusions en radio dans un seul palmarès appelé Hot Country & Western Sides, puis rebaptisé Hot Country Singles à partir du 27 octobre 1962.
Le 20 janvier 1990, le classement Hot Country Singles est réduit de 100 à 75 positions et commence à être entièrement compilé à partir des informations fournies par le Nielsen Broadcast Data Systems, un système qui surveille électroniquement la diffusion des chansons en radio. Quatre semaines plus tard, le classement est rebaptisé Hot Country Singles & Tracks. À partir du numéro du 13 janvier 2001, il est encore réduit de 75 à 60 positions et, à compter du 30 avril 2005, il est renommé Hot Country Songs, son appellation actuelle.
La méthodologie du Hot Country Songs est modifiée à partir du numéro du 20 octobre 2012 pour correspondre à celle au Billboard Hot 100 : les téléchargements numériques et les données de streaming sont combinés à la diffusion de tous les formats radio pour déterminer les positions. Un nouveau classement, le Country Airplay, est en utilisant exclusivement la diffusion des stations de radio spécialisées dans la country.

## Voir Aussi